# Michelle Jenneke
Michelle Jenneke (Kenthurst, 23 giugno 1993) è un'ostacolista australiana.

## Biografia
Nel marzo 2010 Jenneke ha ottenuto il primo posto superando il record giovanile australiano nei 100 metri ostacoli agli Australian Junior Championships. Nel 2010 prende parte ai Giochi olimpici giovanili estivi con il team australiano, ottenendo la medaglia d'argento nei 100 metri ostacoli con il tempo di 13"46.
Partecipa nell'aprile 2011 agli ottantanovesimi Australian Athletics Championships, giungendo terza nei 100 metri ostacoli dietro alla campionessa mondiale Sally Pearson. Il 15 luglio 2012 arriva quinta ai Mondiali juniores di Barcellona, sempre nei 100 hs. Curiosamente il suo balletto inscenato nel riscaldamento prima della gara è diventato virale su diversi siti di condivisione video, aumentandone la popolarità.
Ai Giochi del Commonwealth 2014 ha stabilito il suo nuovo primato personale nella batteria di qualificazione con 13"33 ed è arrivata al 5º posto in finale con il tempo di 13"36. La Jenneke era la più giovane atleta in gara nella finale. Ai Giochi del Commonwealth del 2018 arriva al 4º posto, con il tempo di 13"07, dopo essere arrivata al quarto posto nella sua batteria (12"99). Partecipa ai Mondiali di Doha 2019, venendo eliminata in semifinale con il tempo di 13"09.

## Progressione

### 100 metri ostacoli
| Stagione | Tempo | Luogo      | Data      | Rank. Mond. |
| -------- | ----- | ---------- | --------- | ----------- |
| 2023     | 12"70 | Sydney     | 11-3-2023 |             |
| 2022     | 12"66 | Eugene     | 24-7-2022 |             |
| 2021     | 13"16 | Canberra   | 13-2-2021 |             |
| 2019     | 12"98 | Doha       | 5-10-2019 |             |
| 2018     | 12"99 | Gold Coast | 12-4-2018 |             |
| 2017     | 12"99 | Canberra   | 12-3-2017 |             |
| 2016     | 12"93 | Sydney     | 3-4-2016  |             |
| 2015     | 12"82 | Brisbane   | 29-3-2015 |             |
| 2014     | 13"23 | Brisbane   | 29-3-2014 |             |
| 2013     | 13"82 | Gold Coast | 2-10-2013 |             |
| 2012     | 13"39 | Mannheim   | 23-6-2012 |             |
| 2011     | 14"05 | Sydney     | 12-3-2011 |             |
| 2010     | 13"89 | Perth      | 18-4-2010 |             |
| 2009     | 14"77 | Sydney     | 7-3-2009  |             |

## Palmarès
| Anno | Manifestazione            | Sede           | Evento   | Risultato   | Prestazione | Note                          |
| ---- | ------------------------- | -------------- | -------- | ----------- | ----------- | ----------------------------- |
| 2010 | Giochi olimpici giovanili | Singapore      | 100 m hs | Argento     | 13"46       | Miglior prestazione personale |
| 2010 | Giochi olimpici giovanili | Singapore      | Svedese  | 4ª          | 2'13"96     |                               |
| 2012 | Mondiali U20              | Barcellona     | 100 m hs | 5ª          | 13"54       |                               |
| 2014 | Giochi del Commonwealth   | Glasgow        | 100 m hs | 5ª          | 13"36       |                               |
| 2015 | Universiadi               | Gwangju        | 100 m hs | Bronzo      | 12"94       | Miglior prestazione personale |
| 2015 | Mondiali                  | Pechino        | 100 m hs | Semifinale  | 13"01       |                               |
| 2016 | Mondiali indoor           | Portland       | 60 m hs  | Batteria    | 8"10        | Miglior prestazione personale |
| 2016 | Giochi olimpici           | Rio de Janeiro | 100 m hs | Batteria    | 13"26       |                               |
| 2017 | Mondiali                  | Londra         | 100 m hs | Semifinale  | 13"25       |                               |
| 2017 | Universiadi               | Taipei         | 100 m hs | 8ª          | 14"82       |                               |
| 2018 | Mondiali indoor           | Birmingham     | 60 m hs  | Semifinale  | 8"22        |                               |
| 2018 | Giochi del Commonwealth   | Gold Coast     | 100 m hs | 4ª          | 13"07       |                               |
| 2019 | Mondiali                  | Doha           | 100 m hs | Semifinale  | 13"09       |                               |
| 2022 | Campionati oceaniani      | Mackay         | 100 m hs | Argento     | 12"95       | w                             |
| 2022 | Mondiali                  | Eugene         | 100 m hs | Semifinale  | 12"66       | Miglior prestazione personale |
| 2022 | Giochi del Commonwealth   | Birmingham     | 100 m hs | 5ª          | 12"68       |                               |
| 2023 | Mondiali                  | Budapest       | 100 m hs | Semifinale  | 12"80       |                               |
| 2024 | Mondiali indoor           | Glasgow        | 60 m hs  | Semifinale  | 8"05        |                               |
| 2024 | Giochi olimpici           | Parigi         | 100 m hs | Ripescaggio | 13"86       |                               |